# PHW集团
PHW集团（德語：PHW-Gruppe Lohmann & Co. AG）是德国最大的家禽养殖及加工企业，也是德国食品行业其中一家规模最大的公司（德国食品供应及零售商30强），并且是下萨克森州最重要的公司之一。该集团每周会屠宰约450万只鸡，并号称拥有超过1万只种鸡 。此外，集团还是德国领先的动物饲料及动物疫苗供应商。其最知名的下属品牌是维森霍夫（Wiesenhof，德国禽肉市场的领导者）和布鲁茨勒（Bruzzzler，鸡肉香肠）。集团总部设于菲斯贝克辖内的村庄雷希特费尔德。